# 1888년 영화
다음은 1888년 영화에 관한 정보이다. 1888년 영화계의 사건과 영화 목록, 영화인에 대해 다룬다.

## 사건
- 미국의 조지 이스트먼이 자신이 개발한 사진 필름의 특허권을 신청했다.
- 미국의 토머스 에디슨이 에드워드 마이브리지와 만나 유성영화 실험 계획을 제안했다.
- 프랑스의 에티엔쥘 마레가 90mm 롤페이퍼 필름을 이용한 활동사진 카메라로 작품 제작에 들어갔다.
- 프랑스의 샤를에밀 레노가 애니메이션 연극용 상영기계인 테아트르 옵티크의 특허권을 신청했다.

## 영화
- 뤼 르 프랭스의 작품
  - 라운드헤이 가든 씬 (Roundhay Garden Scene)
  - 아코디언 연주자 (Accordion Player)
  - 리즈 브리지를 건너는 차량들 (Traffic Crossing Leeds Bridge)
- 오토마 안슐츠의 작품
  - 장애물을 뛰어넘는 말과 기수 (Pferd und Reiter Springen über ein Hindernis) 외

## 같이 보기
- 19세기 영화
- 1880년대 영화